# Auguste Pettavel
Auguste Pettavel, né le 12 septembre 1845 à Bôle et décédé le 27 septembre 1921 au même endroit, est un médecin et homme politique suisse, membre du Parti radical-démocratique.

## Biographie
Auguste Pettavel effectue des études de médecine aux universités de Neuchâtel, Berne et Berlin. Il obtient son doctorat en 1868, puis s'établit comme médecin aux Ponts-de-Martel jusqu'en 1878 et au Locle jusqu'en 1900. Il s'investit dans la vie politique de ces deux communes et, dans les deux cas siègent tant au législatif (conseil général) qu'à l'exécutif (conseil communal). Au Locle, il siège au Conseil général de 1880 à 1887, au Conseil communal de 1887 à 1894, puis à nouveau au Conseil général de 1894 à 1900. Parallèlement, il siège également à deux reprises au Grand Conseil du canton de Neuchâtel, de 1871 à 1877 comme représentant des Ponts-de-Martel et de 1895 à 1900 comme représentant du Locle. Il siège également au conseil d'administration de la Compagnie du chemin de fer du Jura-Neuchâtelois de 1888 à 1893.
En 1900, il est élu au Conseil d'État du canton de Neuchâtel. Il y reste jusqu'en 1919 et est chargé de l'Intérieur, de l'Industrie et de l'Agriculture. Il s'y engage notamment dans la lutte contre la tuberculose et préside la Chambre suisse de l'horlogerie de 1900 à 1909. De 1908 à 1921, il représente également le canton de Neuchâtel au Conseil des États, qu'il préside en 1919-1920.